# Vers hexamètre

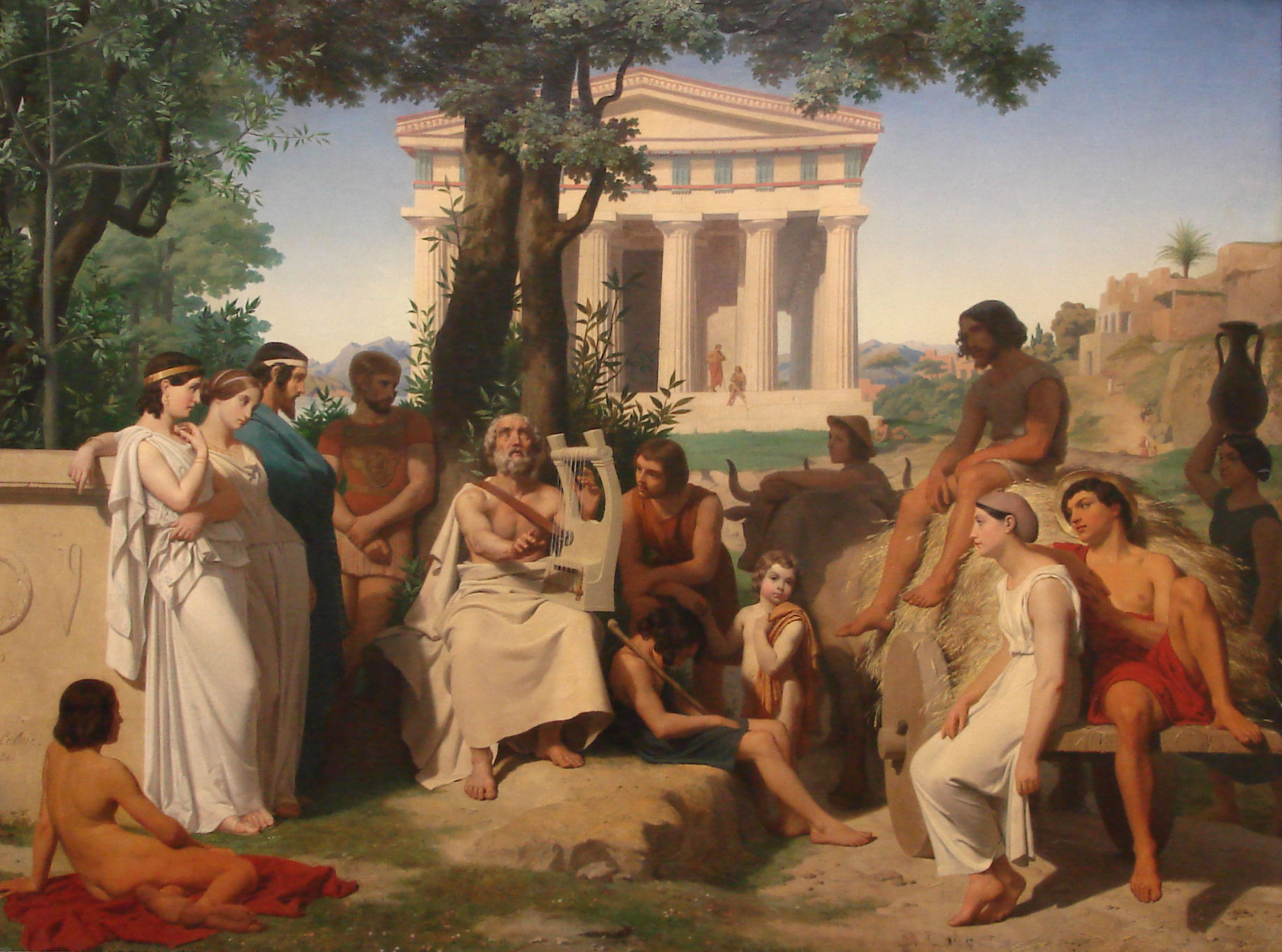
Homère. Huile sur toile, 1841. Hommage à l’Apothéose d'Homère d'Ingres (1827).

En poésie, un vers hexamètre est un vers composé de six pieds. C'était le vers épique majeur dans la littérature grecque et latine classique, comme dans l'Iliade, l'Odyssée et l'Énéide. Son utilisation dans d'autres genres de composition comprend les Satires d'Horace, les métamorphoses d'Ovide et les hymnes d'Orphée. Selon la mythologie grecque, l'hexamètre a été inventé par Phémonoé, fille d'Apollon et la première Pythie de Delphes. 
L'hexamètre est discernable par ses six temps forts alors que l'alexandrin demande le « calcul » des douze syllabes. Le Dictionnaire de l'Académie française, dans son édition de 1835, relevait: « On l'a quelquefois appliqué aux vers alexandrins français, qui ont six pieds de deux syllabes chacun ».